# The Frozen Autumn
The Frozen Autumn es una banda gótica italiana de darkwave formada en mayo de 1993. Se caracterizan por sus voces melancólicas y su atmósfera gothic-wave estilo años 80. 

## Historia
El proyecto de The Frozen Autumn comenzó solamente con Diego Merletto, después de siete años de estar involucrado en varios movimientos musicales darkwave en Turín. El cantante, teclista y programador de sintetizadores, buscó talentos, hasta encontrar al guitarrista Claudio Brosio con quien realizó varias sesiones de estudio y presentaciones en vivo. En 1995 salió el primer álbum Pale Awakening, realizado bajo el sello de la disquera alemana Weisser Herbst Produktion. Este álbum fue bien recibido por los fanes de esta corriente gótica-wave-dark por toda Europa y en 1997 salió Fagments of Memories, en esa ocasión por Eibon Records, una disquera de Milán.
En 1998 Merletto cofundó un proyecto alterno llamado Static Movement con Arianna, quien también lo acompañó en las voces de Fragments of Memories. En marzo de 1999 sale el disco Visionary Landscapes. El estilo musical de Static Movement no fue similar al de The Frozen Autumn, de cualquier modo, con simples ritmos electrónicos, fue mucho más que un sonido Coldwave. Finalmente se consolidó la unión de Arianna dentro de The Frozen Autumn en el año 2000.
Después de 18 meses de trabajar en el tercer disco, Emotional Screening Device, decidieron dejar Eibon Records en el 2003 y después de contemplar varias ofertas por varios sellos italianos, esperaron alrededor de dos años a su siguiente álbum Is Anybody There? Donde finalmente en septiembre del 2005 firmaron con el sello alemán Pandaimonium bajo el auspicio y control de Clan of Xymox, mismos que son sus colegas, compañeros de sello y fuente inspiración para The Frozen Autumn. Todo comenzó en el año 2000, cuando Diego y Arianna fueron contactados por Ronny Moorings (líder de la banda Clan of Xymox) para hacer el remix de There´s no Tomorrow. Del mismo modo, Clan of Xymox colaboró con ellos para hacer el remix de Ashes, que fue una pista adicional del disco Is Anybody There? En el 2005.
En la actualidad muchos admiradores de la exitosa banda se preguntan cuál es el género musical que más marca a The Frozen Autumn, dado que dicha banda trabaja en varios estilos como "Darkwave, Cold Wave, Gothic Wave, New Wave y entre muchos otros"  Diego Merletto y Arianna Froxeanne debido a su talento y a la atmósfera que los caracterizan se auto denominaron como estilo "Frozen Wave".
Entre las bandas favoritas e influencias de The Frozen Autumn se incluyen: Clan of Xymox, Dead Can Dance, Cocteau Twins, X-Mal Deutschland, David Sylvian y Depeche Mode.

## Discografía
- Oblivion (1994)
- Pale Awakening (1995)
- Fragments of Memories (1997)
- Visionary Landscapes (1999)
- The Pale Collection (2000) – Versión reimpresa de Pale Awakening donde incluye un remix a "This Time" y una grabación más, cover a la canción "Bio-Vital" de Decoded Feedback.
- Emotional Screening Device (2002)
- Is Anybody There? (2005)
- Seen From Under Ice [DVD] (2010)
- Rallentears (2011)
- Chirality (2011)

## Miembros
• Diego Merletto (1993 – a la fecha) - Voz, Sintetizadores, Samplers, Programador de Efectos.

• Arianna a.k.a. Froxeanne (2000 – a la fecha) - Voz, Sintetizadores, Samplers, Programadora de Efectos.

• Claudio Brosio (1993 - 1998) - Guitarra.

• Stefano Nieri (2007 - septiembre de 2011) - Guitarra.

• Mirco Dean (2009 - a la fecha) - Sintetizadores, Samplers, Programador de Efectos